# رامان (مهرجان)

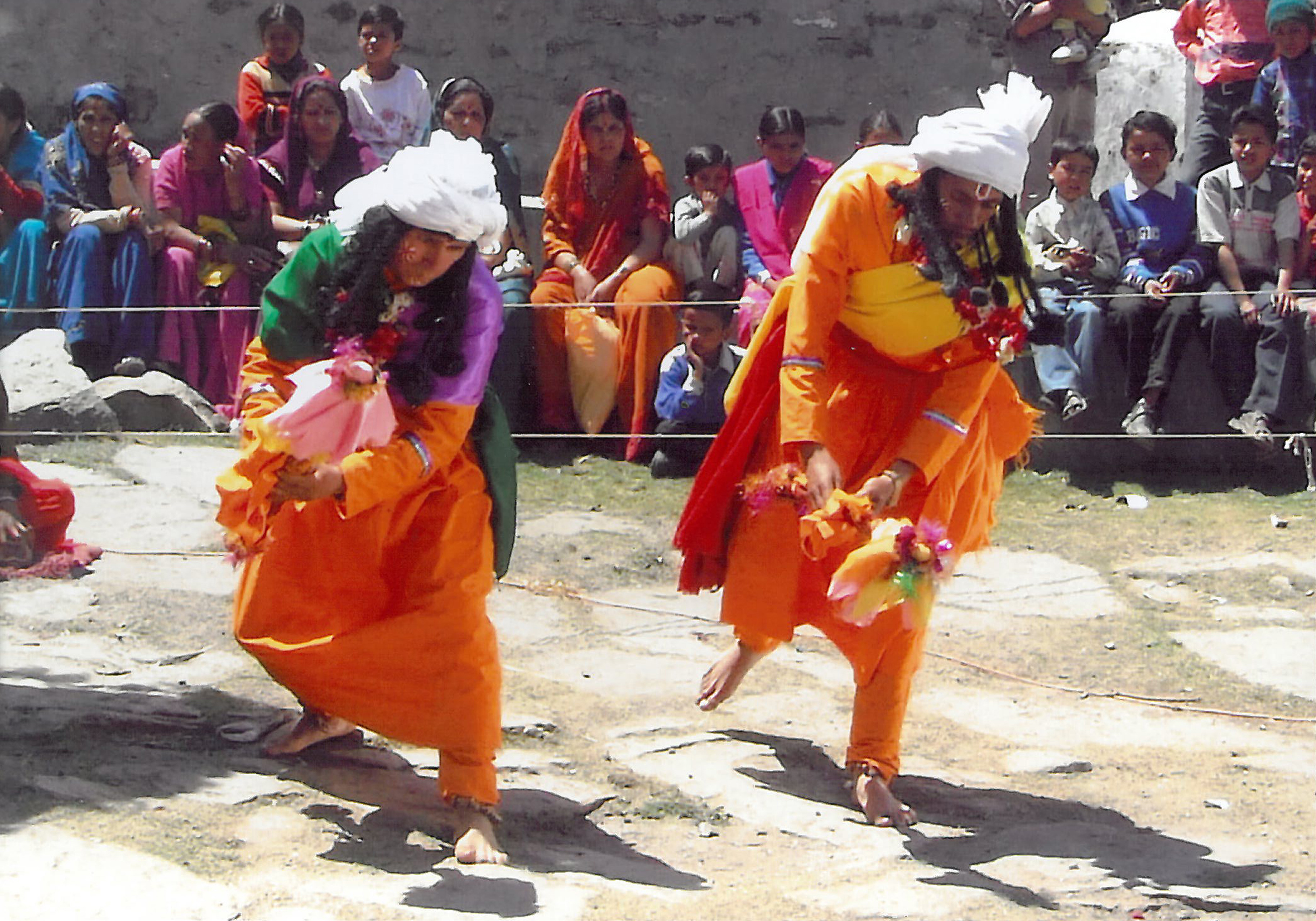
أداء مهرجان رامان

رامان هو مهرجان ديني ومسرح طقسي لمنطقة جارهوال في الهند . إنه مهرجان لشعب جارهوالي في قرية سالور دونجرا في وادي بينكاندا في منطقة شامولي في أوتارانتشال ، الهند.
يتم إجراء المهرجان والشكل الفني الذي يحمل اسمه كقربان لإله القرية، بهوميال ديفتا، في فناء معبد القرية. إن رامان فريد من نوعه بالنسبة للقرية ولم يتم تكراره أو أداءه في أي مكان آخر في منطقة الهيمالايا .  